# Ракетний удар по будівлі Херсонської ОДА
Атака на будівлю Херсонської ОДА — епізод російсько-української війни, що трапився 14 грудня 2022 року. Російські війська спрямували по будівлі адміністрації РСЗВ, що призвело до пошкодження двох поверхів будівлі. Поранено 6 осіб.